# 南长桥
31°34′02″N 120°18′11″E / 31.56736°N 120.30317°E
南长桥，又名南吊桥、南门桥，旧名望湖门桥，是位于中华人民共和国江苏省无锡市梁溪区的一座大桥，跨京杭大运河支流、无锡环城河。

## 特点
明弘治元年（1488年）重建。嘉靖三十三年（1554年），为防倭寇潜入城区，改为绳索牵引的木板吊桥。道光二十年（1488年），由邑人出资重建。中华人民共和国成立后，1959年，在新建塘南路兴隆桥的同时，南长桥由木板正式改为钢筋混凝土桥。1965年第一次拓建南长桥，加铺了人行道板，桥宽6米，跨长38.5米。1965年4月12日，南吊桥改名为南长桥。之后历经扩建，现为长20米，宽28米的钢筋水泥桥，连接中山路与南长街。